# Манастир Свети Илија Горњи
Манастир Свети Илија Горњи је српски средњовековни православни манастир који се налази у подножју југозападних падина Скопске Црне Горе, на 19 km од Скопља и само 2,5 km од села Бањани. Манастир је посвећен Светом пророку Илији.

## Положај
Налази се на надморској висини од 639 метара, а до њега води узан асфалтирани пут који повезује околна насељена места и завршава се пред манастирским вратима.

## Историја и архитектура
За саму цркву се претпоставља да датира из 14. века за време владавине Немањића. То је мала једнобродна сакрална грађевина уклесана у стену на северном, горњем делу манастирског комплекса. Због оваквог њеног положаја, понекад се сврстава у пећинске цркве. Да црква потиче из 14. века показују и два слоја фреско-живописа који се налазе у њеној унутрашњости. Иконостас је обновио 1846. године познати иконописац Дичо Зограф, међу којима и осам апостолских икона. Манастирски конак је изграђен на три нивоа.
У манастиру се не одржавају редовна богослужења, за сада представља само локалну излетничку дестинацију за становнике околних насељених места и Скопља, јер је претворен у музеј. Најпосећенији је 2. августа, за време илинданског празника.